# Ammonia
Ammonia, en ocasiones erróneamente denominado Hammonia, es un género de foraminífero bentónico de la subfamilia Ammoniinae, de la familia Rotaliidae, de la superfamilia Rotalioidea, del suborden Rotaliina y del orden Rotaliida. Su especie tipo es Nautilus beccarii. Su rango cronoestratigráfico abarca desde el Mioceno hasta la Actualidad.

## Clasificación
Se han descrito numerosas especies de Ammonia. Entre las especies más interesantes o más conocidas destacan:
- Ammonia aberdovevensis
- Ammonia aoteana
- Ammonia batava
- Ammonia beccarii
- Ammonia faceta
- Ammonia limnetes
- Ammonia moroensis
- Ammonia neobeccarii
- Ammonia parkinsoniana
- Ammonia pauciloculata
- Ammonia paucipora
- Ammonia pustulosa
- Ammonia sobrina
- Ammonia tepida

Un listado completo de las especies descritas en el género Ammonia puede verse en el siguiente anexo.